# Арда Гюлер
Арда Гюлер (на турски: Arda Güler) е турски професионален футболист, който играе като атакуващ полузащитник или дясно крило за клуба от Ла Лига Реал Мадрид и националния отбор на Турция. Широко смятан за един от най-добрите млади футболисти в света, той е известен със своите способности за дрибъл, стрелба и плеймейкърски качества.

## Клубна кариера

### Ранна кариера
Гюлер започва своята младежка кариера в базирания в Анкара клуб Генчлербирлиги през 2014 г. Арда Гюлер е открит от турската мощна централа Фенербахче на 20 февруари 2019 г., когато е само на 13 години, и е включен в младежкия отбор. Гюлер, който е играл във всички младежки отбори на Фенербахче, включително U-15, U-16 и U-19, за първи път започва да играе за отбора на Фенербахче U-15 през сезон 2018-19 и е взет в отбора U-16 през 2020 г. и отбора U19 през 2021 г. Той допринася със 7 гола и 4 асистенции в 18 мача за отборът на Фенербахче U-19. Той отбелязва 3 гола и прави 1 асистенция в четвъртфиналния мач на плейофа U-19 и по този начин привлича вниманието като голмайстор в плейофа за този сезон.
През юли 2021 г. Гюлер започва да чака мястото си в първия отбор на Фенербахче.

### Фенербахче
Гюлер подписва професионален договор за две години и половина с Фенербахче на 13 януари 2021 г. Той е смятан за дете-чудо и се възприема като голяма перспектива за бъдещето.

#### Сезон 2021/22
Гюлер прави своя старши дебют като резервен играч срещу финландския клуб ХИК в срещата от плейофния кръг на Лига Европа на УЕФА 2021/22. Провежда се на стадион Шюкрю Сараджоулу на 19 август 2021 г. и завършва 1:0 за Фенербахче. В първия си мач от Суперлигата три дни по-късно той дава асистенцията, която позволява на Миха Зайц да отбележи единствения гол в мача в 89-та минута на мача.
Той започва да получава повече игрово време с напредването на сезон 2021/22. През март 2022 г. Гюлер става най-младият голмайстор на Фенербахче в историята на Суперлигата, след като навършва 17 години три седмици по-рано. До май 2022 г. Гюлер отбелязва 3 гола и прави 3 асистенции само за 255 минути игрово време. След впечатляващия старт на кариерата му, е съобщено, че големи европейски клубове като Арсенал, Ливърпул, Байерн Мюнхен, Борусия Дортмунд, Барселона и Пари Сен Жермен са проявили интерес към подписване.
На 17 март 2022 г. Фенербахче обявяват, че са подписали тригодишен договор с него.

#### Сезон 2022/23
В началото на сезон 2022/23, след напускането на Месут Йозил, Гюлер получава номер 10, който има специално значение за феновете на Фенербахче, тъй като е номерът на клубните легенди Алекс де Соуза и Джей-Джей Окоча. Той изиграва първия си мач за сезона срещу Касъмпаша и отбелязва два гола за 21 минути игра. На 3 ноември 2022 г. той отбелязва първия си гол в европейските състезания и също така прави асистенция при победата с 2:0 като гост над Динамо Киев в груповата фаза на Лига Европа.
На 11 юни 2023 г. Гюлер става играч на мача при победата с 2:0 на финала за Купата на Турция през 2023 г. срещу Истанбул Башакшехир.
На 6 юли Гюлер използва Instagram, за да обяви напускането си от Фенербахче, отбелязвайки края на престоя си в турския клуб.

### Реал Мадрид
На 6 юли 2023 г. клубът от Ла Лига Реал Мадрид обявява подписването на шестгодишен договор с Гюлер до юни 2029 г. Сделката е сключена чрез задействане на неговата освобождаваща клауза с първоначално плащане от 20 милиона евро, което надхвърля клаузата от 17,5 милиона евро от предишния му договор с Фенербахче. Гюлер иска от Реал Мадрид да плати извън неговата освобождаваща клауза, за да получи средства за бившия си клуб. Следователно Реал Мадрид задейства освобождаващата му клауза и плаща 20 милиона евро, повече от текущата му освобождаваща клауза.

### Сезон 2023/24
След множество контузии в края на 2023 г. Гюлер дебютира за Реал Мадрид в мача за Купата на краля срещу Арандина на 6 януари 2024 г., като допринася за победата на отбора с 3–1.
На 14 януари Гюлер спечелва първия си трофей с Реал Мадрид във финала на Суперкупата на Испания, където Реал Мадрид триумфира над Барселона с резултат 4–1. Той прави своя дебют в Ла Лига срещу Лас Палмас на 27 януари, влизайки като резерва в 81-та минута, заменяйки Родриго. На 10 март той отбелязва първия си гол в лигата за Реал Мадрид, дриблирайки покрай вратаря на Селта Висенте Гуайта в четвъртата минута на добавеното време, пет минути след като влиза като резерва, за да подпечата победа с 4-0 в лигата над Селта Виго. На 26 април Гюлер отбелязва първото си стартиране като титуляр в Ла Лига с гол, давайки на своя отбор победа с 1-0 срещу Реал Сосиедад на Реале Арена. На 19 май той вкарва два гола срещу Виляреал при равенство 4–4, превръщайки се в най-бързия играч в историята на Реал Мадрид, отбелязал шест гола в Ла Лига само за 330 минути игрово време.

### Сезон 2024/25
Гюлер вкарва първия си гол за сезона при победата с 3:0 като гост над Жирона в Ла Лига на 7 декември 2024 г.

## Международна кариера
Гюлер е турски младежки национал, играл е за отбора на Турция до 21 години. Той дебютира със старшия национален отбор на Турция в приятелски мач (победа с 2:1) срещу Чехия на 19 ноември 2022 г. Той вкарва първия си международен гол за Турция срещу Уелс в квалификациите за Евро 2024 на 19 юни 2023 г.

### УЕФА Евро 2024
Той е включен в състава от 26 човека на Турция за УЕФА Eвро 2024. На 18 юни 2024 г. Гюлер е награден като Играч на мача, тъй като отбелязва при победата на Турция с 3-1 в първия мач над Грузия, превръщайки се в първия тийнейджър, отбелязал гол при дебюта си на Европейско първенство след Кристиано Роналдо през 2004 г.  С попадението си той също става петият най-млад голмайстор в историята на турнира и най-младият дебютант, намерил мрежата, на възраст 19 години и 114 дни, счупвайки предишния рекорд на Кристиано Роналдо.
На 3 юли Гюлер прави асистенция, когато Турция побеждава Австрия с 2:1 на осминафиналите и стига до четвъртфиналите. По този начин той става едва третият тийнейджър в историята, който вкарва и асистира в същото европейско първенство, след Кристиано Роналдо и Уейн Рууни.

## Стил на игра
Гюлер е атакуващ полузащитник с ляв крак, който също може да действа на дясното крило, за да се намесва навътре и да използва по-силния си крак, за да създава положения за стрелба и създава решаващи подавания към последната третина. Според Whoscored, той е креативен играч с невероятни способности за поставяне на фигури и хитър играч, който е наричан от местните медии „турския Меси“. Той идолизира Алекс де Соуза, бившия капитан и един от легендарните играчи на Фенербахче. Той е съвременен трудолюбив полузащитник с добър дефанзивен принос и дори може да играе като основен играч в центъра на полузащитата.
Гюлер е много популярен в страната си заради кариерата си във Фенербахче. Той става модел за подражание, особено за малките деца.
Гюлер е офанзивен полузащитник с ляв крак, който може да играе и като крило, на видно място по десния фланг. Много ранен играч, той се отличава със способността си да се справя със сложни ситуации в тесни пространства. Добър плеймейкър, Гюлер също така може да се похвали с впечатляващо умение за дриблиране, визия, креативност, умения за подаване над средното ниво и забележителни технически умения от стандартни позиции.

## Успехи
Фенербахче
- Купа на Турция (1): 2022 – 23

Реал Мадрид
- Примера Дивисион (1): 2023 – 24
- Суперкупа на Испания (1): 2024
- Шампионска лига (1): 2023 – 24
- Суперкупа на УЕФА (1): 2024
- Интерконтинентална купа на УЕФА (1): 2024

Индивидуални
- Играч на месеца в Ла Лига до 23 години: декември 2024 г.